# Søren Gade
Søren Gade, född 27 januari 1963 i Holstebro. Dansk politiker för Venstre och landets försvarsminister 24 april 2004-23 februari 2010.
Han var ledamot i Folketinget 12 oktober-5 november 1999 samt från 20 november 2001. Han övertog försvarsministerposten efter Svend Aage Jensby den 24 april 2004 och blev en av regeringens mest populära ministrar. 
2005 blev han kommendör av Dannebrogsorden. 
2009 övervägde Gade att avgå efter danska Försvarsstabens hantering av bokutgivelsen av Jägare – bakom fiendens linje.
Den 22 februari 2010 meddelade Søren Gade att han lämnar dansk politik och posten som försvarsminister, han efterträddes av Gitte Lillelund Bech. 